# IPod

iPod（アイポッド）は、Appleが2001年11月から2022年まで販売していた携帯型デジタル音楽プレイヤー製品およびその派生シリーズの総称である。

## 歴史

### 開発の背景と発売
iPodは2001年10月24日、Appleの創業者の一人で当時のAppleのCEOでもあったスティーブ・ジョブズの陣頭指揮により開発され、同年からジョブズが推進していた「デジタル・ハブ構想」と呼ばれるMacを中心として様々なデジタル機器やデジタルメディアを連携させる戦略の一環として発表された。Mac専用のMP3音楽ファイルの管理・再生ソフトとして公開されデジタル・ハブ構想の一角を担っていたiTunesはCD-Rの書き出し機能などによりCDプレイヤーと連携し、またMP3プレイヤーと呼ばれる製品も当時市場に現れ始めていたが、いずれもiTunesの長所を活かすものではなかった。iPodはこのiTunesの長所を最大限に活かすための専用ハードウェアという位置付けで、ユーザーが構築した登録曲とプレイリストからなる音楽ライブラリをAuto-Sync（オートシンク、自動同期）と呼ばれた機能によりそのままダウンロードし、常に最新の状態に保ちながら再生することができた。「自分の音楽コレクションを全部ポケットに入れて持ち運び、どこででも聞くことができる」というiPodの製品コンセプトは当時の音楽プレイヤーでは類を見ないもので、たちまち大きな成功を収めることになった。
音楽コレクションを丸ごと持ち出すというコンセプトを実現するため、当時MP3プレイヤー用としては一般的だったが容量が限られていたフラッシュメモリではなくハードディスクドライブを内蔵ストレージに採用し、大容量のデータをやり取りするための接続端子には当時は低速だったUSBではなくFireWireが採用された。FireWireは充電端子を兼ね、データのダウンロードと充電を同時に行えることも当時としては斬新な特徴だった。

### 成功とその影響
後継機種や派生機種も多数発売された。最初の製品である第1世代iPod（区別のため「iPod (Scroll Wheel)」と公式で呼ばれることがある）の直接の後継機種（後に「iPod classic」呼ばれるシリーズになった）に加え、iPod miniやiPod nano、iPod shuffleと呼ばれる派生機種も登場した。技術の進歩により、後継機種では接続端子にFireWireに代わって高速化したUSB2.0が使用されるようになり、大容量化したフラッシュメモリも派生機種で採用されるようになった。音楽ファイルもMP3に限らずAACなど対応形式を増やしてしていった。
iPodの大成功によりAppleの経営方針や販売戦略も大きく変化していった。Mac中心を謳ったデジタル・ハブ構想を排し、iPodはWindowsパソコンにも対応するようになった。iPodの成功を背景に運営が始まったiTunes Store（当初はiTunes Music Store）によりAppleはデジタルコンテンツの販売業に参入し、音楽業界に影響力を持つようになった。

### 終焉とレガシー
2000年代から2010年代に掛けて展開されたiPodシリーズは世界的な音楽の消費の形を変え、音楽文化そのものに大きな影響を与えてきたが、2010年代の終わりからはスマートフォンの台頭により需要が縮小し、最後のモデルであるiPod touchが2022年5月10日に在庫限りで販売終了となったことをもって全シリーズの販売が終了した。
2007年、当初iPod機能を取り入れたスマートフォンというコンセプトで発売されたiPhoneはiPodを上回る成功となり、2024年現在も販売が継続されている。iPodという製品名はポッドキャストの語源にもなったほか、今でも販売中のEarPodsやAirPodsといった製品名にその面影を残している。

## 機種ラインナップ

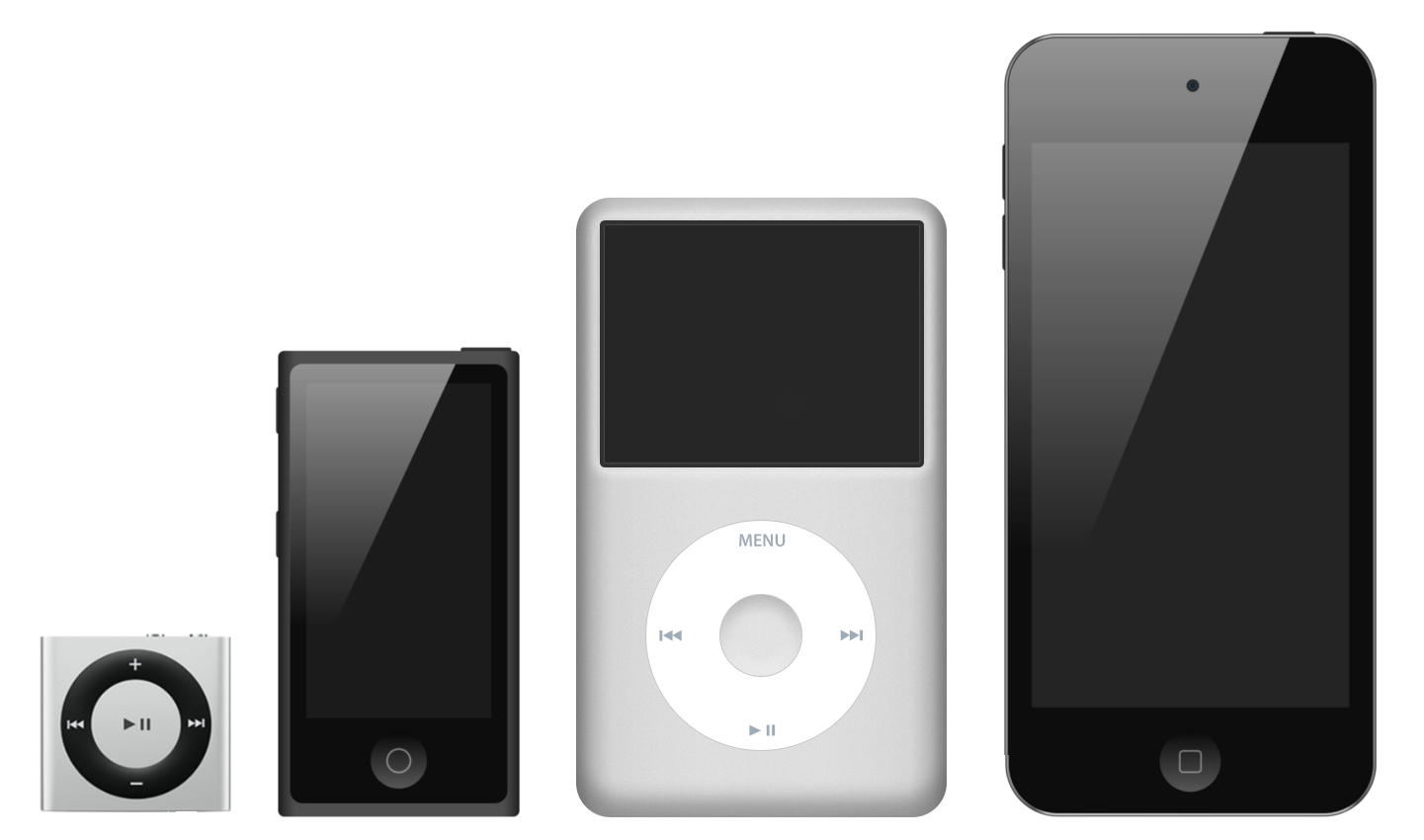
iPodシリーズのそれぞれの最終機種。左からiPod shuffle、iPod nano、iPod classic、iPod touch。

### iPod(iPod classic)

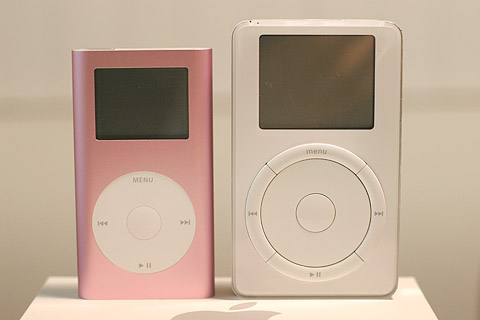
右がiPod classic。左がiPod mini。

初版発売日：2001年10月23日。第1世代から第5世代までは単に「iPod」と呼ばれた（当初は派生機扱いだったiPod photoを除く）が、第6世代から区別のため「iPod classic」と改称された。いずれも1.8インチハードディスクを内蔵。ストレージ容量は最終機種の最大モデルで160GBであり、2019年発売のiPod touch (第7世代)256GBモデル登場まではiPodファミリーで最大の保存容量を有していた。2014年9月に販売終了。

### iPod mini
初版発売日：2004年1月6日。初の派生機種で、小型軽量化モデルとして登場した。1インチハードディスクを内蔵。2005年9月に販売終了。

### iPod shuffle
初版発売日：2005年1月11日。さらに安価なモデルとして登場した。液晶画面を廃し、シャッフル再生に特化。衣服等に付けるためのクリップを備えており、VoiceOver（）機能により再生している楽曲を合成音声で読み上げる。フラッシュメモリを内蔵。2017年7月に販売終了。

### iPod nano
初版発売日：2005年9月7日。iPod miniの後継機種として登場し、iPod miniよりもさらに小型化した。フラッシュメモリを内蔵。第5世代のみカメラ採用。第6世代からカメラを採用せず、タッチスクリーンに対応した。2017年7月に販売終了。

### iPod touch
初版発売日：2007年9月5日。全面タッチパネルによるユーザインターフェースをもち、無線LANによるウェブブラウズ、アプリケーションの追加などが可能。iPodファミリーで唯一iOS（）を採用し、iPhone（）に準じた仕様である。フラッシュメモリを内蔵。2019年モデルiPod touch (第7世代)のストレージ容量は256GBでiPod史上最大。

## 特徴
ホイール
iPodの象徴とも言うべきホイールがある。このホイールを用いて選曲、音量調整、早送り、巻き戻し、画像・動画閲覧などすべての操作を直感的に行える。このマンマシンインタフェースは、液晶のないshuffleでもよく似た形のコントロールパッドを備えるほどに一貫していた。
iPod(および後のiPod classic)、第5世代までのiPod nano、iPod miniのユーザインタフェースは、中央のスクロールホイールを使って操作し、階層構造をたどって選曲する。この方法により、何千曲ものライブラリがあったとしても、ユーザは容易に選曲をすることが可能である。再生中の曲の頭出しや早送り、音量調整、収録されているゲームの操作や写真・動画の閲覧も、全てスクロールホイールによって行うことができる。このデザインは第1世代から踏襲され、スクロールホイールはiPodの象徴ともなった。その後、クリックホイールに改良された。
iPod touchやiPhone、iPad、iPod nano（第6世代以降）などは、タッチパネル入力を採用したが、こちらも直感的な操作ができるように工夫されている。
Auto-Sync

iPodのホイール部分。一部の機種を除きこれでほぼ全ての操作を行う

Auto-Sync機能を搭載し、iPodをMacに接続するとすべてのiTunesの登録曲とプレイリストが自動的にiPodにダウンロードされ、常に最新の状態に保たれる。
階層的検索システム
「アーティスト」「アルバム」「ジャンル」等で管理される階層的な検索システムを持つ。
これは クリエイティブテクノロジーの持つ「ZEN特許」と呼ばれるユーザインタフェース関連の特許に該当していたため、同社から訴訟を起こされAppleはクリエイティブテクノロジーに対し1億ドルの和解金を支払い和解することになった。他社製プレイヤーにも同様のユーザインタフェースを持つ物がある。
フォント

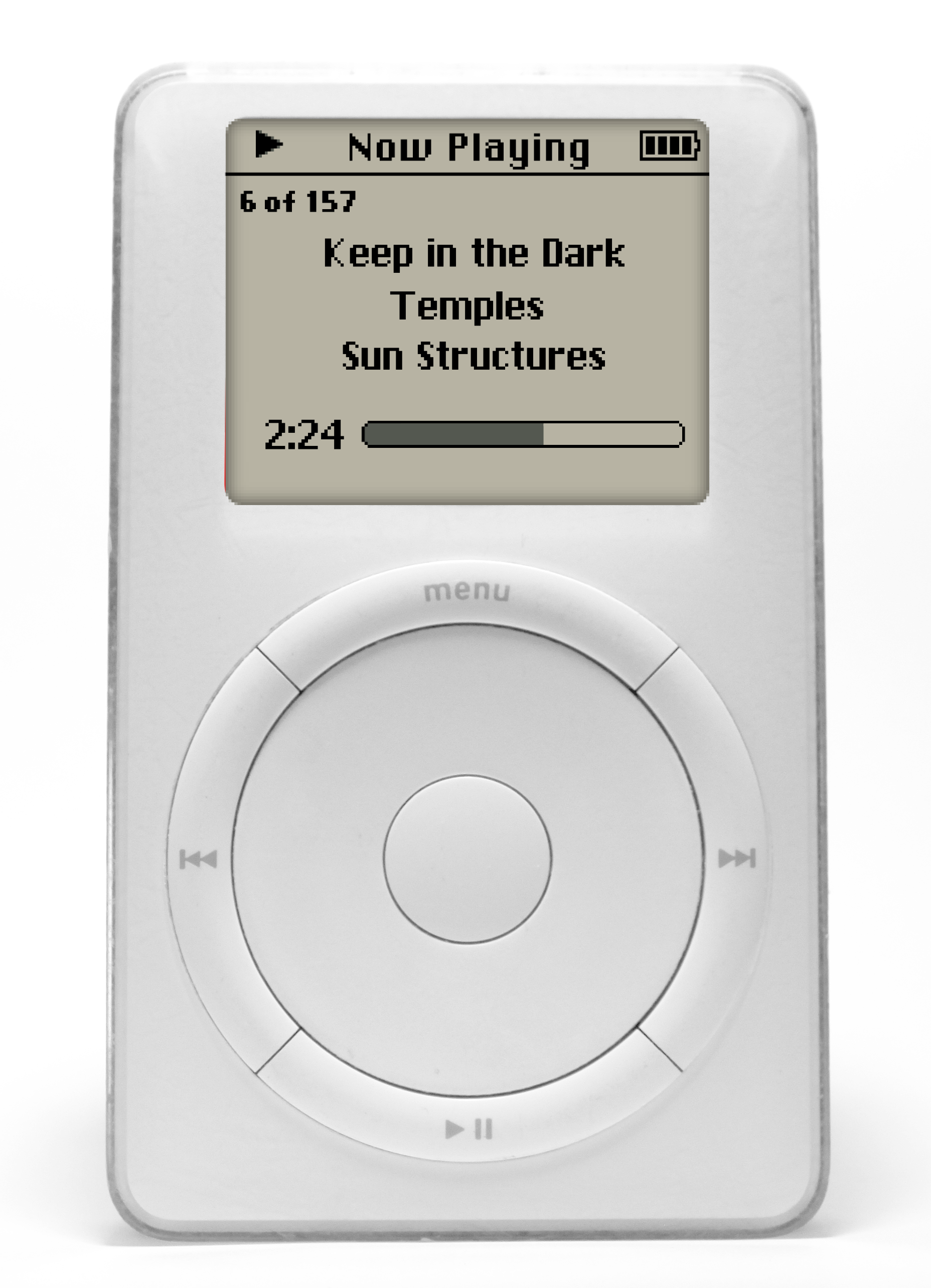
iPod classicのフォント

モノクロディスプレイを持つ第1世代から第4世代までのiPod (classic)の画面表示の書体は、英数字に「Chicago」、採用していた。これはバージョン1から7.xまでのClassic Mac OSにおいてシステムフォントして使われていたものと同一である。
iPod miniは英数字に「Espy Sans」を採用していた。これはApple Newtonのシステムフォントでもある。
初期のカラーディスプレイを持つiPod (classic)の第4世代（iPod photoを含む）および第5世代、iPod nano第1世代から第2世代は英数字に「Myriad」を採用。これは当時のApple製品全般で製品ロゴや広告などに使用されていたフォントである。
第6世代以降のiPod classic、第3世代以降のiPod nano、iPod touch（iOS 8まで）は同時期のmacOSのシステムフォントと同様、英数字に「Helvetica」を採用していた。
日本語のフォントにはモノクロディスプレイ時代は「Osaka」、カラーディスプレイ化以降は「ヒラギノ角ゴシック」を採用している。
ただし、iPod miniおよびカラーディスプレイを持つiPodでもディスクモードにしたときのフォントはChicagoになる。
言語
GUIの対応言語はモデルによって異なり、第1世代のiPod (classic)では僅か4言語（英語、フランス語、フランス語、日本語）のみであった。その後徐々に拡大し、iPod nano 第7世代では35のGUI言語、29のVoiceOver言語、7のフィットネス音声フィードバック言語にまで対応していた。
デザイン
本体デザインは同社のMac・シリーズと同様、ジョナサン・アイブが中心のデザインチームが担当した。Mac・シリーズと同じく、光沢のあるプラスチックやカラーアルマイト、磨き上げられたステンレスなどの質感を重視した素材を使用し、可能な限りシンプルな形状にデザインされているのがシリーズ共通の特徴と言える。
対応ファイル形式、エンコーディング
iPodはMP3、WAV、AAC/M4A、Protected AAC/M4P、AIFF、Audible audiobook/AA/M4B、Apple Lossless音声ファイルフォーマット/M4AおよびM4Vの再生に対応する。ただし、iPod shuffleはApple Losslessには対応していない。第5世代のiPodではこれに加えて H.264、MPEG-4の再生にも対応する。iTunes for Windowsでは、コピーガードが無いWMAファイルをAAC、MP3、WAVの各形式に変換し、iPodに取り込めるようにもできる。
USBストレージ機能
iPodはUSB大容量記憶装置としても利用できる（iPod Touchは除く）。基本的にはFireWire接続の外付けディスクとして利用できる（ただし2005年9月発表のiPod nano以降のモデルではFireWire接続には対応していない）。
FMラジオ機能
2006年1月にFMラジオチューナー機能付きのワイヤードリモコンが発表され、第5世代以降発表のshuffleを除くモデルでのラジオ受信が可能となった。ファームウェア上ではRadio Data Systemを標準に準拠したデータが送られ、ラジオ局の情報や聞いている曲、ミュージシャンの名前などの情報が表示される仕様となっている。
| |
| 左から右へ： - iPodの表面ケース。 - グリーン色のプリント基板はiPodを制御し、その下にある暗いグリーン基板はタッチ・スクロール・ホイール及びボタンを制御する。 - リチウムイオン二次電池。第4世代までは電池が基板とコネクタ接続されており素人でも容易に電池交換出来るキットなどが販売されていた。 - ハードディスクドライブ、プリント基板から絶縁するためにソフトゴムの層によって保護されている。ゴムの層はiPodを持ち運ぶ際に発生する衝撃から、動作中のハードディスクを保護する役割も担っている。 - ステンレス製の筐体背面部。 |

## 付属イヤフォン
すべてのiPodにはiPodのデザイン色に合わせた、白いコードのインナーイヤーイヤフォンが付属しており、この白いイヤフォンはiPodブランドのシンボルとなっている。付属のイヤフォンは左右のコードの長さが同じY型であり、左右のチャンネルを示す「L」「R」の文字がイヤーパッド部分に入っている。このイヤフォンは日本のフォスター電機が単独供給している。
白いイヤフォンを装着している人がすなわちiPodの利用者である、という認識が広まる一方で、2005年ころは米国では白いイヤフォンで音楽を聴いているユーザーからiPodを強奪するという事件が近年しばしば発生し、死者が出た例もある。
デザインは数度変更されており、いわゆる第5.5世代iPod、第2世代iPod nano、第2世代iPod shuffleのカラーバリエーション増加後からは、全体が丸みを帯び、音質を向上させた新しいイヤフォンが付属。第5世代iPod touch、第7世代iPod nanoからはEarPodsと新たに名付けられた新デザインのイヤフォンが付属した。

## ソフトウェア

### 基本ソフトウェア
iPodにはさまざまなソフトウェアが搭載されていて、パソコン側のiTunesを通して、バックアップもとれる。
AppleはiTunesメディア・ライブラリー・ソフトウェアと連携して利用することを前提としてiPodを設計した。iTunesはコンピュータおよびiPod上の音楽ライブラリを扱うためのソフトウェアである。iTunesは特定のプレイリストまたは音楽ライブラリ全体の内容を、ホスト・コンピュータとiPodを接続するたびに自動同期することができる。もちろん、iTunes上で作成した スマートプレイリスト を、そのままiPodに転送することや、iPod上で自動的に更新させることも可能である。自動同期を行わず、全ての曲とプレイリスト、あるいは一部のプレイリストのみを手動管理することもできる。
ユーザーはiPodないしiTunes上で音楽のレーティングをつけることもでき、0〜5つ星まで指定可能である。
VoiceOver（）
再生している楽曲を合成音声で読み上げる機能。iPod shuffleとiPod nanoに搭載。液晶を持たないiPod shuffleを除くiPodは、音楽再生機能に加えて簡易なPDA的な機能を備えていて、PDAの初心者には便利である。最新のiPod touch 64GBを例にとって見ると、
メモ、連絡先
「メモ」では簡単なメモを入力して、各メモの最初の行をリスト名として、あとで見ることができる。ただし、リストは作成日時の逆順に表示されるだけで、アルファベット・五十音順または分類項目順などにはできない。なお、「連絡先」もすべてアルファベット・五十音順になり、分類項目順（親類、知人、同僚など）にはできない。
写真アルバム
「写真」では、iTunesで指定したパソコン側のフォルダーまたはAdobe Photoshop Album（アドビはPhotoshop 2.0.1までを出荷して、その後販売を中止）のコレクションから同期の時にiPodへダウンロードして、写真アルバムを見ることができる。リストはフォルダ名またはコレクション名の五十音順・アルファベット順になる。
多言語処理
「設定」の「一般」から「言語環境」で、世界の30に渡る言語環境から自分の好きな言語を選ぶことができる。同様に「キーボード」から「各国のキーボード」で、43の各国語のキーボードから日本語、英語（米国）、ロシア語、簡体字中国語など複数を自由に選ぶことができ、これらは入力の際にはキーボードのシフトキーの横の地球マークを押すたびに入れ替わり、外国語ができる人には大変便利である。ただし、英語にはプレディクター機能（例えば「sch」までを入れた段階で「schedule」、「school」などを選択できる機能）はなく、ロシア語を英語キーボード方式で入れるような機能もない。
iTunesでの同期（パソコン側）

パソコン側のiTunesソフトは音楽データをiPodに送るだけでなく、PDA機能であるカレンダー、連絡先、メモ機能などをiPodまたはパソコン上の最新情報をお互いに同期させる機能がある。これはあらかじめパソコンにiPodを接続したときに自動的に同期するように指定しておくか、同期させたいときにそのつど「ファイル」から「iPodを同期する」を選んでできる。Macの利用者は、address bookでの連絡先データ・iCalアプリケーションでのスケジュールデータの同期を行える。Windowsパソコンの利用者は、Outlookにある予定表、連絡先、メモと同期できるが、iPodには初歩的なPDA機能しかなく、Outlookのカレンダーはすでにある項目の更新は同期されず、旧暦などのデータも同期はなくて、連絡先は分類項目別（家族、友人など）にはiPod側では表示されず、メモもやはり分類項目別に表示されるわけではない。
ゲーム
iPodではちょっとした待ち時間等をつぶす、という目的で使えるゲームも搭載されている。
第1世代および第2世代のiPodにはブロック崩しゲームの「Brick」が収録されている。
第3世代および第4世代のiPod、iPod mini、iPod nano（第1世代および第2世代）にはBrickの他に3つのゲームが含まれる。
- Parachute（）

ユーザーが砲塔を操作し、降下兵やヘリコプターを撃墜するゲーム。このゲームはマーク・アレンによるApple IIゲーム『Sabotage（）』を移植したもの。最高は1,000点であり、それを越すと降下兵やヘリコプターは出てこなくなる。稀に降下兵がパラシュートを付けずに落ちてくることがある。手足をじたばたさせながら急降下するが、1秒以内にパラシュートを開く。パラシュートを狙って撃つと降下兵のみが地面に降りてくる。地面にすでに降下兵がいた場合、その降下兵もセットで消える。降下兵が降りると同時にヘリを破壊すると、ヘリの残骸が飛んできて前述のような事が起こることがある。降下兵が下に降りてきた状態で終了すると、爆弾を投げられ、砲塔が爆発する。だが砲塔から飛んでくる残骸で残りの兵士も死ぬ。
- Solitaire（）

クロンダイクトランプのソリティアのような簡単なカードゲーム。
- Music Quiz（）

ユーザー自身の音楽の一部を使用する対話形式の音楽クイズ。最初は選択肢が5つで、時間経過と共に選択肢が減っていく。もちろん選択肢が多いうちに答えるとより高い得点が得られる。100問出題されるとループする仕組みになっている。曲を途中停止する事も可能だが、現在のソフトウェアでは曲を途中停止して答えるとペナルティとしてポイントが与えられない仕組みとなっている。ただし途中停止を解除して答えるとペナルティにならず通常の正解扱い。なお100万点以上ポイントを獲得した場合、途中停止してもタイムゲージが進んでしまう機能があるため、100万点以上の点のときに曲の再生を停止してもあまり意味は無い。
メモ機能を利用して、簡単なgames（）をiPod上で楽しんだり、restaurant information（）を入れておいたりといった使い方がされていた。
第5世代は当初第3世代および第4世代同様の4つのゲームが添付されているのみだったが、2006年9月12日に公開されたiPodソフトウェア1.2から、iTunes Store（）からダウンロード購入したゲームを追加できるようになった。ゲームは1タイトル600円である。具体的にはiPodのゲームタイトル一覧を参照のこと。
iPod classicおよびiPod nano（第3世代）には以下の3つのゲームが含まれるほか、iTunes Storeからダウンロード購入したゲームも追加できたが、2011年10月に取り扱いを終了している。VortexとiPod Quizは第5世代iPod向けにiTunes Storeからダウンロード販売されているものである。
- Vortex（）

360°型のブロック崩しゲーム。クリックホイールを使って行う。
- Klondike（）

カードゲーム。上記「Solitaire」の強化版。
- iPod Quiz（）

クイズゲーム。上記「Music Quiz（）」の強化版の他、海外芸能・音楽理論についてのカルトクイズ等含まれる。ただし「Music Quiz2（）」以外は英語版のみ。
iPod touchはファームウエア2.0以降でiTunes storeのApp store（）からゲームやそのほかのアプリケーションを入れることが可能である。

## Mac版iPodとWindows版iPod
2001年10月23日に発表された第1世代iPodはMac OS 9またはMac OS Xが動作するMacでのみ使用できたが、2002年7月17日にAppleはオリジナルのHFS+フォーマットの代わりにFAT32でフォーマットされた内蔵型HDDを持つWindows互換iPodの販売も開始した。
初代iPodはMacでしか使えなかったのは、HFS+でフォーマットされた記憶装置をWindowsで認識することが特別な追加ドライバソフトウェア無しには不可能だからである。第2世代はMac用iPodがHFS+、Windows用iPodがFAT32でフォーマットされて出荷された。第3世代はHFS+フォーマットで出荷され、これをWindowsへ接続した場合FAT32フォーマットに初期化するかどうかの確認メッセージが表示される。なお、FAT32フォーマットのiPodをMacに接続して使うこともできる。Macは、FAT32でフォーマットされた記憶装置を認識し、互換性を保ったまま使用できるからである。現在では、旧世代のMacのみに対応しているiPodも、iPod Updaterで復元することで両オペレーティングシステムに対応させる事ができるが、Apple社の保証外動作のため保証は受けられなくなる。
Apple社は2003年10月16日にiTunesのWindows版をリリースした。それ以前は、WindowsユーザーがiPodを使うには、Musicmatch Jukebox、ephPodまたはXPlayといったサードパーティ製ソフトウェアが必要だった。iTunesのWindows版が公開されるまでWindows向けiPodには、Musicmatch Jukeboxが同梱されていた。

## 広告
iPodはiTunesとの同期機能を備え、「iTunesのライブラリに収めた音楽を外へ持ち出す」というコンセプトで開発されたiPodは、発表時に「iTunes to go」というコピーでそれを表した。このコピーはiBook（）発表時の「iMac to go」にかけたもの。日本では「Goodbye MD」というコピーでミニディスク市場からの占有率獲得を目指した。
2003年以降はビビッドカラーの背景にiPodを手に持った人物の黒いシルエットが音楽に合わせて踊るという有名な広告の投入を開始。この広告は特に評判になり、CMに採用された曲がヒットすることも多かった。
2004年10月に放送が開始されたバージョンの広告ではBGMにU2の『ヴァーティゴ』が採用され、メンバーたちが微妙に顔が判別できる程度のシルエットの形で出演した。ちなみにU2はそれまで広告等のタイアップに決して応じることが無いと言われていたが、今回は無料で出演している。これ以降、楽曲と共に本人達によるシルエット出演が行われたのはエミネム、ボブ・ディラン、ポール・マッカートニー、コールドプレイ等である。
U2と同様に広告等のタイアップに今まで応じたことが無かったエミネムの起用にあたっては、当初、米国で放送された広告において自身の楽曲『ルーズ・ユアセルフ』の無断使用が発覚したため、エミネムのレーベル会社である「エイト・マイル・スタイル」がApple社と広告を制作した広告代理店に対する著作権侵害を訴える裁判沙汰に発展した。2004年2月に始まった訴訟は翌年5月に和解が成立したため、晴れて同10月からのiPodの広告としてエミネム本人のシルエット出演と共にタイアップされることになった。
一方で、カンセイ・ジ・セール・セクシー（CSS）の『Music Is My Hot, Hot Sex』をタイアップしたバージョンが2007年10月に放映されたが、これは元々、イギリスの大学生が、Apple社サイトからとってきたビデオ・クリップを組み合わせた映像にCSSの楽曲を乗せて編集した、云わばiPod風の自作コマーシャルであった。作成した大学生がこのクリップをYouTubeに投稿していたところ、Apple社の目に留まり、本物のコマーシャルとして採用されて放映されることになったという。
| 作曲者                             | 曲名                          | 備考                                                       |
| ---------------------------------- | ----------------------------- | ---------------------------------------------------------- |
| プロペラヘッズ                     | Take California（）           |                                                            |
| ブラック・アイド・ピーズ           | Hey Mama（）                  |                                                            |
| ジェット                           | Are You Gonna Be My Girl（）  |                                                            |
| N.E.R.D                            | Rock Star（）                 |                                                            |
| フューチャーキャスト               | Channel Surfing（）           |                                                            |
| ザ・ヴァインズ                     | Ride（）                      |                                                            |
| ステリオグラム                     | Walkie Talkie Man（）         |                                                            |
| オゾマトリ                         | Saturday Night（）            |                                                            |
| U2                                 | Vertigo（）                   |                                                            |
| シーザーズ                         | Jerk It Out（）               |                                                            |
| ゴリラズ                           | Feel Good Inc.（）            |                                                            |
| ダフト・パンク                     | Technologic（）               |                                                            |
| ザ・リソース、ジミー・ネイプス     | Gimme That（）                |                                                            |
| プロトタイプス                     | Who's Gonna Sing?（）         |                                                            |
| U2                                 | Original of the Species（）   |                                                            |
| エミネム                           | Lose Yourself（）             |                                                            |
| ウィントン・マルサリス             | Sparks（）                    |                                                            |
| ライノセラス                       | Cubicle（）                   |                                                            |
| ウルフマザー                       | Love Train（）                |                                                            |
| ボブ・ディラン                     | Someday Baby（）              |                                                            |
| カット・ケミスト                   | The Audience Is Listening（） |                                                            |
| クンビア・キングス                 | Pachuco（）                   |                                                            |
| ザ・フラテリス                     | Flathead（）                  |                                                            |
| Nickodemus & Quantic、Tempo        | Mi Swing Es Tropical（）      |                                                            |
| ポール・マッカートニー             | Dance Tonight（）             |                                                            |
| ファイスト                         | 1234（）                      |                                                            |
| カンセイ・ジ・セール・セクシー     | Music Is My Hot, Hot Sex（）  |                                                            |
| メアリー・J. ブライジ              | Work That（）                 |                                                            |
| ブレンダン・ベンソン               | What I'm Looking For（）      |                                                            |
| ザ・ティン・ティンズ               | Shut Up and Let Me Go（）     |                                                            |
| コールドプレイ                     | Viva La Vida（）              |                                                            |
| アステロイズ・ギャラクシー・ツアー | Around the Bend（）           |                                                            |
| チェアリフト                       | Bruises（）                   |                                                            |
| フランツ・フェルディナンド         | No You Girls（）              |                                                            |
| ミス・リー                         | She's Got Me Dancing（）      |                                                            |
| ケイク                             | Short Skirt, Long Jacket（）  |                                                            |
| シャッポ                           | Come Home（）                 |                                                            |
| ザ・ビートルズ                     | Magical Mystery Tour（）      |                                                            |
| グループラヴ                       | Tongue Tied（）               |                                                            |
| ザ・ポリフォニックスプリー         | Light and Day（）             | フォルクスワーゲンとの合作。ニュービートルの広告でもある。 |
| グリーン・デイ                     | I Fought the Law（）          | ペプシコーラとの合作。                                     |

## 問題と社会への影響

### バッテリーの劣化
発売された初期の頃は電池の消耗・劣化が激しく、更に電池の交換費用が高額だった（購入後、僅か90日間の製品保証だった）ために、米国では購入者から電池交換費用を安くするよう運動やデモを起こされ、集団訴訟にまで発展した。この訴訟でApple社が応じた和解の条件は以下の通りである。2004年5月31日までに第3世代までのiPodを米国で購入した米国の居住者に対して、バッテリの無償交換もしくは50ドルの商品券を渡すこと、あるいはその期間までにiPodの電池交換を有償で受けた購入者には最大で50パーセントの有償交換金額の返金に応じる、の2点である。イギリスの国会でもiPodの電池劣化問題が話題となったが、2004年6月以降からは電池も改良され、更にサポートとしてAppleCare Protection Planが発売されて解決している。2005年10月14日には、電池交換サービスの料金が従来の15,750円から半額以下の6800円に改訂された。

### 著作権料
iPodの流行を背景に、世界のいくつかの国ではiPodを含むデジタル音楽プレイヤーから著作権料を徴収すべきか否か議論が行われた。
カナダ
カナダでは法廷闘争の末、iPodから著作権料を課金する行為が違法であるとした司法判決が2005年7月に最高裁で下った。
フランス
フランスではiPodなどの価格に「著作権者への補償金」が含まれている。2005年には、iPod nanoなどのフラッシュメモリプレイヤーに対する料率が引き下げられる見込みである。
日本
日本ではJASRACなどの権利団体が私的録音録画補償金制度にiPodなどを含めるよう「要望」を行ってきたが、非難の声が大きく結局iPodシリーズの販売終了まで実現することはなかった。
2005年4月28日に行われた文化庁文化審議会著作権分科会法制問題小委員会の第3回審議において、私的録音補償金制度の見直しについての意見書がJASRACなどから提出され、「ハードディスク内蔵型レコーダーとBlu-ray Disc録画機器およびディスクを私的録音補償金制度の対象に含めるべき」と課金対象を具体的に示した。これはまず間違いなくiPodを始めとするハードディスク内蔵型音楽プレイヤーに対してのものである。
しかし、音楽CDなどのデータソースに対する著作権使用料に加えてプレイヤーに対する著作権使用料も徴収される事になってしまうために、「これは著作権料の二重取りになるものだ」といった非難の声が、消費者からはもちろんの事、審議参加議員らからも上がった。そのため、審議は一般人の声にも対応するために2005年9月以降までに延期されることになり、この課金制度適用については2年先送りすることで決定した。その期間中に寄せられた意見は、iPodなどのハードディスク内蔵型音楽プレイヤーに対して著作権使用料を取得することに対する反対意見が、賛成意見の4倍以上となる結果となった。
知的財産推進計画2007の策定に際して行われた「知的財産推進計画2006」の見直しに関する意見募集では、日本法人であるアップルジャパン株式会社名で「私的使用複製について結論を得る」に関する意見として、著作物の私的複製による権利侵害には科学的且つ客観的証拠は存在せず、仮に私的複製により権利侵害を被ったと主張するなら、原因は複製防止技術を備えていない著作物パッケージを製造販売しているレーベルに有り、ハードウェア会社に対して責任転嫁するのは無責任且つ自己中心的な姿勢であるとし、「科学的且つ客観的証拠に基づかない理由に依る私的録音録画補償金制度は即時撤廃すべきである」と主張する意見が掲載されたが、後に提出者からの要請で撤回された。アップルジャパンは、この意見が同社が提出したものかどうかについてコメントを避けている。

### 難聴
論争と訴訟
アメリカ合衆国ではiPodが難聴（音響難聴）を引き起こす原因になると指摘されるようになり、訴訟に発展した。
訴訟はルイジアナ州の男性によって2006年1月31日に起こされた。訴状によれば、iPodは115デシベル以上の音量を再生することが可能であり、この音量で1日28秒以上聴き続けると、難聴を引き起こすおそれがあるとのこと。iPodには「115デシベル以上を再生できるという、設計上の致命的欠陥」があり、これにより正常な聴覚を失う可能性に関してAppleは適切な警告と対策、補償を十分に行なっていない、とし、集団訴訟と認定されることを請求し、被害に対する賠償と、iPodを安全なものにする改善を要求した。
但し、件の男性は2005年にiPodを購入したとされているが、実際にiPodで難聴になったかどうかは訴状では明らかにされていない。男性の弁護士によると、実際にiPodで難聴になったかは重要ではなく、iPodが取り返しのつかない難聴を引き起こす可能性が放置されていることが問題なのだとした。
Appleの対応、他社のプレーヤーの対応
法的に見て、iPodを普通に使ったことでユーザに難聴が起きればその責任はiPodを製造したAppleにあることは明らかであるので、Appleはこの件で裁判で争っても勝てる見込みは全く無いので、難聴を引き起こさないようにiPodに、下記のような、難聴発生防止のための対策を実際にほどこすことになった。
最新版のソフトウェアでは、第5世代iPod、iPod nano、iPod shuffle向けに、ある一定以上の音量が出ないように設定する機能が提供された。但し、この機能は旧世代機（第4世代以前のiPod、iPod mini）には提供されていない。現在iPodには、「イヤホンやヘッドホンを大音量で使用すると、聴覚を損なうおそれがあります」という警告文が添えられ、Appleからは最高音量の半分以下で使用することが推奨されている。なお、他社のプレーヤーでもこのような警告文が添えられるようになった。

### 交通死亡事故の発生
アメリカ合衆国ニューヨーク州ではiPodなどの電子機器を操作しながら横断歩道を歩いていた住民が車に轢かれ死亡する事件が3件発生し、そのうち1件は「危ない」と叫んでいたのにもかかわらず気付かずに轢かれて死亡した。
2007年2月、アメリカ合衆国ニューヨーク州のカール・クルーガー上院議員がiPodなどの電子機器を操作しながら横断歩道を渡ることを禁じる法案を同州議会に提出した。

## 出荷台数
- 2003年6月末：累計出荷台数が100万台を突破[23]。
- 2004年末頃：累計出荷台数が 1,000万台を突破。
- 2005年1-3月期、四半期だけの出荷台数で500万台を突破し、531万1000台。1-6月の半年足らずで約1,000万台を売った。
- 2005年

  - 7-9月期：9月頃に累計販売台数が3000万台を突破、9月末までに累計約3,440万台を出荷[24]。
  - 10-12月期：わずか四半期で約1,400万台の出荷を記録。第5世代iPodやiPod nanoの売上が順調で累計販売台数は4200万台に到達。アップル社の売上が前年度と比較すると倍増となった[25]。
- 2006年
  - 4月：iPodの累計出荷台数が4900万台を突破。2006年第2四半期（1月〜3月）は同社設立以来2番目の業績となった[26][27]。
  - 7月：iPodの累計出荷台数が5900万台に到達[28]。同年4月の業績を抜き、同社設立以来2番目の売上高と利益を記録。
- 2007年4月9日：iPodの累計出荷台数が発売から約5年半で1億台を突破。

## サードパーティー製品
iPodに関連するサードパーティー製品、すなわちiPodと組み合わせて使うために他社が販売した製品。iPodはアクセサリー産業の二次市場を大きく成長させる発端となり、2005年のマックワールド基調演説でApple社CEOスティーブ・ジョブズはそれを「iPod経済」と呼んだ。一般的には、生態系になぞらえてエコシステムと呼ばれることもある。

### イヤホン
iPodのイヤフォンを他社も模倣し白いコードのインナーイヤーヘッドフォンが多数発売された。
iPodは全モデルで、一般的なステレオミニジャック、すなわち3.5mmイヤホンジャックを採用しているため、同じジャックのイヤフォンやヘッドフォンを使用することができる。一部のサードパーティからは、iPod向けの代替イヤフォンとして白色のイヤフォン、例えば、ソニー社製EX71の白色モデルやエティモティック・リサーチ社製ER-6i、シューレ社のE4c、クリプシュ社のImage S4i White等が販売された。なお、iPod純正のイヤホンよりも高音質を謳い1万円を超えるような高価なイヤフォンも良く売れた。

### アクセサリー
iPodのアクセサリーにはメモリーカードリーダー、FMトランスミッター、及びボイスレコーダモジュールなどが存在する。それらのコネクターは音の信号を通し電源をiPodまたはアクセサリーに送ると同時に制御及び情報を提供する。これらのアクセサリー（ケース類などは除く）について2005年10月にApple社がロイヤリティ料を徴収する旨の記事が出たが、現在ロイヤリティ料を徴収する決定はApple社で出されていない。PORTER（吉田カバン）やプラダ、グッチ、コーチ、ポール・スミス、ルイ・ヴィトン、ダンヒルなど各種ファッションブランドの専用ケース等も存在し、Apple社でもiPod nano tube、靴下をモチーフにしたiPod靴下を販売している。

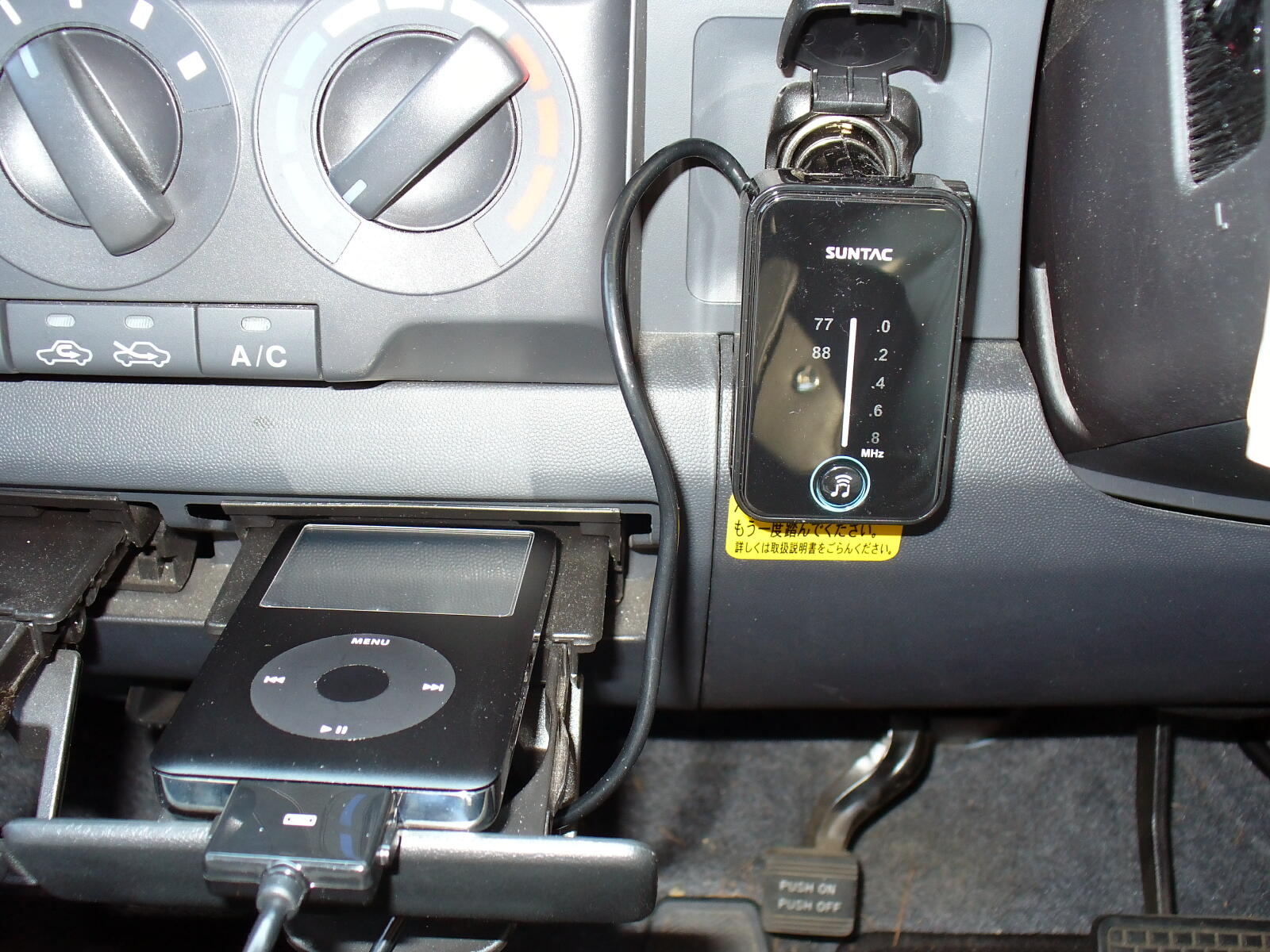
自動車用FMトランスミッター

グリフィン・テクノロジー社はiTrip、iBeam、iTalk、PowerPodおよびEarJamを含む、いくつかのiPodアクセサリーを作成している。テン・テクノロジー社によるnaviPodはApple iPod向け5ボタン赤外線リモート・コントローラーである。ソニーやクリエイティブテクノロジーは、iPodシリーズと競合するデジタルオーディオプレーヤーを製造しているが、同時に、iPod専用のハードウェアも生産している。

## コラボレーション
iPodの多くの機種は背面が金属製で、レーザー刻印によって字やロゴを入れる加工が可能だった。Appleはこれを応用し、一般消費者が任意のテキストを入れられるサービスを展開したほか、企業ロゴやキャラクターなどを刻印したiPodのコラボレーション製品を多数制作していた。それらのコラボレーション製品は他社から一般販売されたり、懸賞として配布されるなどされた。
例として、2004年から2005年に掛けてヒューレット・パッカード社は「HP」ロゴ入りのiPodを販売していた。HPのiPodは当初同社のコーポレートカラーである青色の独自本体として発表されたが、結局は通常モデルにロゴを刻印したのみの変更にとどまった。HPのiPodは第4世代iPodおよびiPod photo、iPod mini、iPod shuffleをベースとしたモデルが存在した。

## 改造

### Linuxカーネルの移植
iPodLinuxプロジェクトはiPodで動作するLinuxのARMバージョンの移植に成功している。これはuCLinuxという仮想メモリの扱えない機器類への組み込み用に設計されたLinuxをベースとしており、現在第1世代（スクロールホイール）iPodから第3世代iPodまでをサポートし、公式にはサポートされていないが、第4および第5世代iPod、第1および第2世代のiPod mini、第1世代iPod nano上でも利用できる。macOS及びWindows上からインストールするためのインストーラが利用できる。iPodをマウントできれば他のオペレーティングシステムからでもインストールできる。SourceForge.net内にこのプロジェクトのウェブページが存在し、多くの関連文書がオンライン上に存在する。

### 非純正ツール
| 名前                  | 概要 |
| --------------------- | --- |
| foobar2000            | iPod managerプラグインをオプションとしてインストールしてiPodを管理できる、Windows向け音楽プレイヤー。 |
| AmaroK                | 完全にiPodをサポートしているKDE向け音楽プレイヤー。 |
| Rhythmbox             | GNOME上で動作するiTunesクローン。 |
| gtkpod                | iPodを目標とした GTK上のGTKツールキットを使用したシステム向けiPod管理プログラム。 |
| ml ipod               | iPodをサポートするために加えられたWinamp向けオープンソース・プラグイン。 |
| EphPod                | 多くのiTunesの特徴を備えたWindowsアプリケーション。EphPodはiPodからコンピューターへ音楽のコピーもできる。 |
| iPodLinuxプロジェクト | iPod上でLinuxを利用できる。現在は第1、第2、および第3世代iPodのサポートを提供。これはminiも含めて、他の世代のiPodでも利用できるが、iPodLinuxプロジェクトでは、導入方法等に関しての言及はあるが、公式なサポートは行わない、としている。 |
| Rockbox               | iPod上でWMAやOgg Vorbisなどの音楽ファイルを再生したり、MP3などのギャップレス再生を可能にするオープンソースのファームウェア。2007年11月15日現在、iPod（第5.5世代以前）、iPod mini、iPod nano（第1世代のみ）に対応。                    |
| iPodWizard            | iPodのファームウェア内の画像を入れ替えるWindows用ソフトウェア。 |

### 不適切な利用を検出する技術
2008年4月、Apple社はiPodに関し、液体の侵入や極端な温度、過度の衝撃、不正改造したなどの場合、それをメモリーに記録する技術を開発し特許を取得した。一見しただけでは原因がわからないような故障の原因を特定することにより、保証による無償修理を行う通常の利用の範囲を超えた、有償修理とするべき不適切な利用を判別するためである。

## 競合製品
| メーカー                     | 製品名              |
| ---------------------------- | ------------------- |
| アイリバー                   | MP3プレイヤー       |
| ケンウッド                   | Media Keg（）       |
| クリエイティブ・テクノロジー | NOMAD（）           |
| クリエイティブ・テクノロジー | Zen（）             |
| ソニー                       | Walkman（）         |
| デル                         | Digital JukeBox（） |
| 東芝                         | gigabeat（）        |
| トランセンド                 | MP3プレーヤー       |
| パナソニック                 | D-snap（）          |
| マイクロソフト               | Zune（）            |